# Список персонажей игр серии Fighting Vipers

Персонажи из серии Fightnig Vipers (слева-направо):
1 ряд: Кан, Малер, Большой Малер (B.M.), Дел-Сол;
2 ряд: Бан, Санмэн, Раксель, Джейн, Хани, Токио;
3 ряд: Пики, Эми, Чарли, Грейс

В данном списке перечислены персонажи из серии трёхмерных файтингов ''Fighting Vipers (яп. ファイティングバイパーズ Файтингу Байпа:дзу, «Сражающиеся Гадюки»), созданной Sega в 1995 году и состоящей из двух основных игр и одного кроссовера с серией Virtua Fighter.
Большинство персонажей серии облачены в броню, защищающую их от атак противника. Некоторые также обладают оружием, которое в играх серии предстаёт в виде музыкальных инструментов и спортивного инвентаря. Цель каждого — победа в боевом турнире города Армстоун, однако причины принятия участия у всех героев различаются. Так, некоторые просто хотят прославиться, другие — отомстить своему врагу или проверить свою силу.
Кроме того, с помощью взлома первой части игры могут быть доступны персонажи из серии Sonic the Hedgehog: Соник и Майлз «Тейлз» Прауэр, а также дизайнер игр о Сонике Такаси Иидзука.

## Список персонажей
| Имя на русском | Имя на японском      | Имя на английском | Пол | Возраст    | Первое появление  |
| --- | -------------------- | ----------------- | --- | ---------- | ----------------- |
| Грейс | グレイス Гурэйсу     | Grase             | Ж   | 19 лет     | Fighting Vipers   |
| Грейс — афроамериканка из города Армстоун, где собственно и происходят соревнования. Её броня основана на защите для роликовых коньков; сами роликовые коньки также входят в её экипировку. Работает моделью, хотя во время учёбы в старшей школе она мечтала стать профессиональной фигуристкой, но из-за того что её возлюбленный и тренер предал её, мечта так и осталась мечтой. |                      |                   |     |            |                   |
| |                      |                   |     |            |                   |
| Бан | バン Бан             | Bahn              | М   | 17 лет     | Fighting Vipers   |
| Бан — ученик старшей школы. На турнир прибыл из другой страны, островного государства. Носит длинное пальто и шляпу. Зовёт себя «Чингиз Баном Третьим». Прибыл в Армстоун, чтобы отомстить своему отцу, который когда-то бросил его и его мать, когда Бан был ещё ребёнком. Является главным персонажем игры. |                      |                   |     |            |                   |
| |                      |                   |     |            |                   |
| Раксель | ラクセル Ракусэру    | Raxel             | М   | 18 лет     | Fighting Vipers   |
| Раксель — вокалист и гитарист рок-группы «Трескучая Смерть» (англ. Death Crunch). Его броня выполнена в стиле костюмов рок-группы Kiss. Также он носит с собой электрогитару Gibson Flying V. Обладает нарцистическим характером. Раксель — сын члена совета города Армстоуна. Он бросил школу и ушёл из дома после ссоры с отцом. Сражается ради известности и славы. |                      |                   |     |            |                   |
| |                      |                   |     |            |                   |
| Токио | トキオ Токио         | Tokio             | М   | 16 лет     | Fighting Vipers   |
| Токио — подросток, которого вырастил актёр театра Кабуки. Токио — бывший лидер местной банды под названием «Чёрный Гром» (англ. Black Thunder), покинувший её после смерти друга. |                      |                   |     |            |                   |
| |                      |                   |     |            |                   |
| Санмэн | サンマン Санман      | Sanman            | М   | неизвестно | Fighting Vipers   |
| Санмэн (англ. ) — таинственный тучный боец, о котором ничего неизвестно, кроме его дня рождения (3 марта) и одержимости числом 3. Отсюда и происходит его имя («Сан» на японском означает три). Имеет собственноручно модифицированный скутер, на котором и приехал на турнир. Сражение — это единственный для него способ самовыражения. |                      |                   |     |            |                   |
| |                      |                   |     |            |                   |
| Джейн | ジェーン Дзэ: н      | Jane              | Ж   | 18         | Fighting Vipers   |
| Джейн — мускулистая девушка с короткой стрижкой. Владеет профессией рабочий-строитель. Тренировалась всю жизнь, чтобы служить на военно-морском флоте. Она была выписана после того, как неоднократно теряла над собой контроль и вступала в схватки с своими товарищами моряками. Она становится одной из Гадюк, чтобы проверить степень своей жестокости. |                      |                   |     |            |                   |
| |                      |                   |     |            |                   |
| Хани | ハニー Хани:         | Honey             | Ж   | 16         | Fighting Vipers   |
| Хани в японской версии, Кэнди (англ. Candy) в североамериканской и европейской версиях — девушка с приятным характером. Хани разработала свою собственную линию модной одежды и приняла участие в турнире, чтобы прорекламировать её. В версии игры для Sega Saturn Хани имеет два дополнительных костюма, которые представлены в виде отдельных персонажей; в одном из них она носит банджо, которое, подобно Пики и Ракселю, может использовать как оружие. В оригинальной аркадной версии игры Sonic the Fighters (также известной как Sonic Championship) доступна посредством чит-кода, где она представлена в виде антропоморфной кошки. В переиздании игры для PlayStation 3 и Xbox 360 появилась уже в качестве обычного играбельного персонажа. |                      |                   |     |            |                   |
| |                      |                   |     |            |                   |
| Пики | ピッキー Пикки:      | Picky             | М   | 14         | Fighting Vipers   |
| Скейтбордист Пики одет в броню, стилизованную под защитную одежду для скейтбордистов. Носит скейтборд на спине и использует его в бою. Пики начал заниматься скейтбордингом, чтобы произвести впечатление на свою первую любовь — Кэтрин. Так как в Армстоуне на тот момент более популярным было участие в боевом турнире, он решил попытать счастье, приняв участие в турнире в качестве самого молодого участника. |                      |                   |     |            |                   |
| |                      |                   |     |            |                   |
| Малер | マーラー Ма: ра:     | Mahler            | М   | 20         | Fighting Vipers   |
| Малер — неиграбельный персонаж в версии аркадных автоматов, но доступный открываемый персонаж в портах на Sega Saturn, PlayStation 2, Xbox 360 и PlayStation 3. Таинственный 20-летний мужчина. Держит обиду на мэра города Армстоун (который организовал турнир). Носит броню, стилизованную под змею. Официально он не зарегистрирован в качестве участника турнира. Является упрощённой версией финального босса игры B.M. (Big Mahler (рус. Большой Малер)), который также доступен в качестве отдельного персонажа в версии для Sega Saturn. |                      |                   |     |            |                   |
| |                      |                   |     |            |                   |
| Куматян | クマチャン Куматян   | Kumachan          | М   | 10         | Fighting Vipers   |
| Куматян — медведь-талисман в оранжевой шляпе. Является открываемым персонажем. Подобно Куме из серии Tekken вместо альтернативного костюма представлен другой персонаж, Пандатян (англ. Pandachan). В переизданиях игры Куматян и Пандатян отсутствуют. Они оба также уникальны среди других персонажей игры тем, что у них отсутствуют анимации ударов, из-за чего они стоят в одной позе и крутятся в разные стороны во время атак, имитируя удары лапами. |                      |                   |     |            |                   |
| |                      |                   |     |            |                   |
| Пепси Мэн | ペプシマン Пэпусиман | Pepsi Man         | М   | неизвестно | Fighting Vipers   |
| Пепси Мэн — японский талисман Pepsi, который появляется только в японской версии игры для консоли Sega Saturn. Если пройти за него игру в аркадном режиме, то во время титров будут показаны многочисленные пре-рендерные рекламные изображения Pepsi с Пепси Мэном и персонажами игры. В основном Пепси Мэн копирует приёмы Токио и Пики и имеет лишь небольшое количество собственных приёмов. После его открытия в специальном меню появляется опция «Pepsi Man Resed» (рус. Пепси Мэн Выключен) для того, чтобы снова иметь возможность сразиться против него в аркадном режиме. |                      |                   |     |            |                   |
| |                      |                   |     |            |                   |
| Эми | エミ Эми             | Emi               | Ж   | 12 лет     | Fighting Vipers 2 |
| Молодая девушка по имени Эми является членом знатной семьи и посещает престижную частную школу в городе Армстоун. Она ухаживала за своим дедушкой, который был мастером в области робототехники. Вскоре деда похитили, однако Эми, взломав компьютерные базы, вскоре узнала имя похитителя — B.M. Дедушку держат в тюрьме, расположенной на острове. И чтобы спасти его, девушка собирается принять участие в соревнованиях. |                      |                   |     |            |                   |
| |                      |                   |     |            |                   |
| Чарли | チャーリー Тя: ри:   | Charlie           | М   | 17 лет     | Fighting Vipers 2 |
| Чарли — ученик средней школы в городе Армстоун. В младенчестве его бросили родители, но его подобрала сестра из церкви. Он эксперт в велосипедном мотокроссе и может использовать в бою свой BMX-велосипед. Так как его давний соперник Пики стал гадюкой, он решил также стать гадюкой как и он, чтобы ни в чём ему не уступать. |                      |                   |     |            |                   |
| |                      |                   |     |            |                   |
| Кан | カーン Ка: н         | Kuhn              | М   | неизвестно | Fighting Vipers 2 |
| Кан — киборг серого цвета, являющийся аналогом Дюраль из серии Virtua Fighter. Внешне он почти полностью её копирует, однако если Дюраль имела женскую фигуру, то Кан имеет мужскую. Кроме того, он также не имеет собственного боевого стиля, так как копирует приёмы других персонажей. Несмотря на то, что он — персонаж Fighting Vipers, Кан всё равно, как и Дюраль, использует приёмы персонажей из Virtua Fighter. Он является секретным боссом игры, следующим после B.M.. |                      |                   |     |            |                   |
| |                      |                   |     |            |                   |
| Дел-Сол | デルソル Дэрусору    | Del-Sol           | М   | неизвестно | Fighting Vipers 2 |
| Дел-Сол — мексиканский рестлер-лучадор, носящий маску в виде солнца. Как и Кан, Дел-Сол не имеет собственного боевого стиля, вместо этого используя боевой стиль Малера. Дел-Сол был создан компанией Anchor Incorporated, которая в то время сотрудничала с Sega в создании анимаций для персонажей игры. Из-за известности турнира гадюк, решил принять в нём участие. |                      |                   |     |            |                   |